# Joseph Ochaya
Joseph Benson Ochaya (Kampala, 5 dicembre 1994) è un calciatore ugandese, difensore del TP Mazembe.

## Carriera

### Club
Ha giocato nel campionato ugandese, vietnamita e ghanese.

### Nazionale
Ha esordito in nazionale nel 2012, venendo poi convocato per la Coppa d'Africa 2017.

## Statistiche

### Cronologia presenze e reti in nazionale
Aggiornato al 3 giugno 2023

| Cronologia completa delle presenze e delle reti in nazionale ― Uganda | Cronologia completa delle presenze e delle reti in nazionale ― Uganda | Cronologia completa delle presenze e delle reti in nazionale ― Uganda | Cronologia completa delle presenze e delle reti in nazionale ― Uganda | Cronologia completa delle presenze e delle reti in nazionale ― Uganda | Cronologia completa delle presenze e delle reti in nazionale ― Uganda | Cronologia completa delle presenze e delle reti in nazionale ― Uganda | Cronologia completa delle presenze e delle reti in nazionale ― Uganda |
| Data                                                                  | Città                                                                 | In casa                                                               | Risultato                                                             | Ospiti                                                                | Competizione                                                          | Reti                                                                  | Note                                                                  |
| --------------------------------------------------------------------- | --------------------------------------------------------------------- | --------------------------------------------------------------------- | --------------------------------------------------------------------- | --------------------------------------------------------------------- | --------------------------------------------------------------------- | --------------------------------------------------------------------- | --------------------------------------------------------------------- |
| 18-5-2014                                                             | Antananarivo                                                          | Madagascar                                                            | 2 – 1                                                                 | Uganda                                                                | Qual. Coppa d'Africa 2015                                             | -                                                                     | 63’                                                                   |
| 5-9-2015                                                              | Moroni                                                                | Camerun                                                               | 0 – 1                                                                 | Uganda                                                                | Qual. Coppa d'Africa 2017                                             | -                                                                     | 75’                                                                   |
| 12-11-2015                                                            | Lomé                                                                  | Togo                                                                  | 0 – 1                                                                 | Uganda                                                                | Qual. Mondiali 2018                                                   | -                                                                     |                                                                       |
| 15-11-2015                                                            | Kampala                                                               | Uganda                                                                | 3 – 0                                                                 | Togo                                                                  | Qual. Mondiali 2018                                                   | -                                                                     |                                                                       |
| 26-3-2016                                                             | Ouagadougou                                                           | Burkina Faso                                                          | 1 – 0                                                                 | Uganda                                                                | Qual. Coppa d'Africa 2017                                             | -                                                                     |                                                                       |
| 29-3-2016                                                             | Kampala                                                               | Uganda                                                                | 0 – 0                                                                 | Burkina Faso                                                          | Qual. Coppa d'Africa 2017                                             | -                                                                     |                                                                       |
| 4-6-2016                                                              | Francistown                                                           | Botswana                                                              | 1 – 2                                                                 | Uganda                                                                | Qual. Coppa d'Africa 2017                                             | -                                                                     |                                                                       |
| 4-9-2016                                                              | Kampala                                                               | Uganda                                                                | 1 – 0                                                                 | Comore                                                                | Qual. Coppa d'Africa 2017                                             | -                                                                     |                                                                       |
| 7-10-2016                                                             | Tamale                                                                | Ghana                                                                 | 0 – 0                                                                 | Uganda                                                                | Qual. Mondiali 2018                                                   | -                                                                     |                                                                       |
| 12-11-2016                                                            | Kampala                                                               | Uganda                                                                | 1 – 0                                                                 | Rep. del Congo                                                        | Qual. Mondiali 2018                                                   | -                                                                     |                                                                       |
| 8-1-2017                                                              | Abu Dhabi                                                             | Slovacchia                                                            | 1 – 3                                                                 | Uganda                                                                | Amichevole                                                            | -                                                                     |                                                                       |
| 17-1-2017                                                             | Libreville                                                            | Ghana                                                                 | 1 – 0                                                                 | Uganda                                                                | Coppa d'Africa 2017                                                   | -                                                                     |                                                                       |
| 21-1-2017                                                             | Libreville                                                            | Egitto                                                                | 1 – 0                                                                 | Uganda                                                                | Coppa d'Africa 2017                                                   | -                                                                     |                                                                       |
| 25-1-2017                                                             | Oyem                                                                  | Uganda                                                                | 1 – 1                                                                 | Mali                                                                  | Coppa d'Africa 2017                                                   | -                                                                     |                                                                       |
| 31-8-2017                                                             | Kampala                                                               | Uganda                                                                | 1 – 0                                                                 | Egitto                                                                | Qual. Mondiali 2018                                                   | -                                                                     | 90’                                                                   |
| 5-9-2017                                                              | Alessandria d'Egitto                                                  | Egitto                                                                | 1 – 0                                                                 | Uganda                                                                | Qual. Mondiali 2018                                                   | -                                                                     | 45’                                                                   |
| 7-10-2017                                                             | Kampala                                                               | Uganda                                                                | 1 – 0                                                                 | Egitto                                                                | Qual. Mondiali 2018                                                   | -                                                                     | 73’                                                                   |
| 24-3-2018                                                             | Kampala                                                               | Uganda                                                                | 3 – 1                                                                 | São Tomé e Príncipe                                                   | Amichevole                                                            | 1                                                                     |                                                                       |
| 27-3-2018                                                             | Kampala                                                               | Uganda                                                                | 0 – 0                                                                 | Malawi                                                                | Amichevole                                                            | -                                                                     | 90’                                                                   |
| 30-5-2018                                                             | Niamey                                                                | Rep. Centrafricana                                                    | 1 – 0                                                                 | Uganda                                                                | Amichevole                                                            | -                                                                     |                                                                       |
| 2-6-2018                                                              | Niamey                                                                | Niger                                                                 | 2 – 1                                                                 | Uganda                                                                | Amichevole                                                            | -                                                                     |                                                                       |
| 8-9-2018                                                              | Kampala                                                               | Uganda                                                                | 0 – 0                                                                 | Tanzania                                                              | Qual. Coppa d'Africa 2019                                             | -                                                                     | 67’                                                                   |
| 13-10-2018                                                            | Kampala                                                               | Uganda                                                                | 3 – 0                                                                 | Lesotho                                                               | Qual. Coppa d'Africa 2019                                             | -                                                                     | 59’                                                                   |
| 13-10-2019                                                            | Bahir Dar                                                             | Etiopia                                                               | 0 – 1                                                                 | Uganda                                                                | Amichevole                                                            | -                                                                     | 78’                                                                   |
| 13-11-2019                                                            | Ouagadougou                                                           | Burkina Faso                                                          | 0 – 0                                                                 | Uganda                                                                | Qual. Coppa d'Africa 2021                                             | -                                                                     | 31’                                                                   |
| 17-11-2019                                                            | Kampala                                                               | Uganda                                                                | 2 – 0                                                                 | Malawi                                                                | Qual. Coppa d'Africa 2021                                             | -                                                                     |                                                                       |
| 12-11-2020                                                            | Kitende                                                               | Uganda                                                                | 1 – 0                                                                 | Sudan del Sud                                                         | Qual. Coppa d'Africa 2021                                             | -                                                                     | 82’                                                                   |
| 24-3-2021                                                             | Kitende                                                               | Uganda                                                                | 0 – 0                                                                 | Burkina Faso                                                          | Qual. Coppa d'Africa 2021                                             | -                                                                     |                                                                       |
| 29-3-2021                                                             | Blantyre                                                              | Malawi                                                                | 1 – 0                                                                 | Uganda                                                                | Qual. Coppa d'Africa 2021                                             | -                                                                     |                                                                       |
| 29-8-2021                                                             | Bahir Dar                                                             | Etiopia                                                               | 2 – 1                                                                 | Uganda                                                                | Amichevole                                                            | -                                                                     |                                                                       |
| 2-9-2021                                                              | Nairobi                                                               | Kenya                                                                 | 0 – 0                                                                 | Uganda                                                                | Qual. Mondiali 2022                                                   | -                                                                     | 66’                                                                   |
| 6-9-2021                                                              | Kampala                                                               | Uganda                                                                | 0 – 0                                                                 | Mali                                                                  | Qual. Mondiali 2022                                                   | -                                                                     | 69’                                                                   |
| 24-3-2023                                                             | Ismailia                                                              | Uganda                                                                | 0 – 1                                                                 | Tanzania                                                              | Qual. Coppa d'Africa 2023                                             | -                                                                     |                                                                       |
| 28-3-2023                                                             | Dar es Salaam                                                         | Tanzania                                                              | 0 – 1                                                                 | Uganda                                                                | Qual. Coppa d'Africa 2023                                             | -                                                                     | 76’                                                                   |
| 7-9-2023                                                              | Marrakech                                                             | Niger                                                                 | 0 – 2                                                                 | Uganda                                                                | Qual. Coppa d'Africa 2023                                             | 1                                                                     | 58’ 92’                                                               |
| Totale                                                                |                                                                       | Presenze                                                              | 35                                                                    |                                                                       | Reti                                                                  | 2                                                                     |                                                                       |

## Palmarès

### Club

#### Competizioni nazionali
- Ghana Premier League: 2

Asante Kotoko: 2012-2013, 2013-2014